# Beekman (États-Unis)
Pour les articles homonymes, voir Beekman.
Beekman est une ville de l'État de New York aux États-Unis, sise dans le comté de Dutchess. La population s’établissait à 11 452 habitants au recensement de 2000. Le nom est issu d’Henri Beekman, l’un des premiers propriétaires terriens de la zone.

## Histoire
Le site de la ville était occupé par les indiens Wappani quand arrivèrent les premiers colons européens, vers 1710. Le brevet Beekman, accordé au colonel Henri Beekman en 1697, fut la seconde plus importante concession de terres dans le comté de Dutchess.
La ville fut formée en 1788 dès les premiers temps de la constitution des villes et comtés dans le nouvellement indépendant État de New-York, mais des terrains lui furent par la suite soustraits pour former d’autres villes. Beekman contribua ainsi à la formation des villes nouvelles de LaGrange (en 1821) et Union Vale (en 1827). L’extraction du minerai de fer et sa transformation en métal tenaient alors une part importante dans l’économie de la ville.

## Géographie
Selon le bureau de statistique des États-Unis, la ville s’étend sur 78,4 km², dont 77,7 km2 de terre ferme, le reste, 0,7 km2 (soit 0,86 %) étant en eau.
- (en) Cet article est partiellement ou en totalité issu de l’article de Wikipédia en anglais intitulé « Beekman, New York » (voir la liste des auteurs).